# Francisco de Asís de Borbón-Dos Sicilias
Francisco de Asís de Borbón-Dos Sicilias (13 de enero de 1888-26 de marzo de 1914) fue un príncipe nacido en Francia, de origen italiano.

## Biografía
Fue el séptimo de los hijos varones y el décimo primero de los doce vástagos del matrimonio formado por Alfonso, conde de Caserta (pretendiente al trono de las Dos-Sicilias desde la muerte de su hermano Francisco II en 1894) y María Antonieta de las Dos-Sicilias. El matrimonio tendría otros once hijos:
- Fernando Pío (Roma, 25 de julio de 1869-Lindau, 7 de enero de 1960), se casó con la princesa María Luisa Teresa de Baviera.
- Carlos (Gries, 10 de noviembre de 1870-Sevilla, 11 de noviembre de 1949), se casó en primeras nupcias con la infanta María de las Mercedes de Borbón y Habsburgo-Lorena, princesa de Asturias, y en segundas con la princesa Luisa de Orleans.
- Francisco de Paula (Rorschach, 14 de julio de 1873-París, 26 de junio de 1876).
- María Inmaculada (Cannes, 30 de octubre de 1874-Muri, 28 de noviembre de 1947), se casó con el príncipe Juan Jorge de Sajonia.
- María Cristina (Cannes, 10 de abril de 1877-Sankt Gilgen, 4 de octubre de 1947), se casó con el archiduque Pedro Fernando de Austria-Toscana.
- María Pía (Cannes, 12 de agosto de 1878-Mandelieu-la-Napoule, 20 de junio de 1973), se casó con el príncipe Luis Felipe de Brasil.
- María Josefa (Cannes, 25 de febrero de 1880-ibidem, 22 de julio de 1971). Soltera y sin descendencia.
- Genaro (Cannes, 24 de enero de 1882-Mandelieu-la-Napoule, 11 de abril de 1944), se casó con Beatriz Dorothy Bordessa, condesa de Villa Colli.
- Raniero[2] (Cannes, 3 de diciembre de 1883-Lacombe, 13 de enero de 1973), se casó con la condesa María Carolina Zamoyska, de la aristocracia polaca.
- Felipe (Cannes, 10 de diciembre de 1885-Saint John, 9 de marzo de 1949), se casó en primeras nupcias con la princesa María Luisa de Orleans, y en segundas con Odette Labori.
- Gabriel María (Cannes, 11 de enero de 1897-Itu, 22 de octubre de 1975), se casó en primeras nupcias con la princesa Margarita Isabel Czartoryska, y en segundas con la princesa polaca Cecilia Lubomirska.

Nació en Cannes, lugar en el que su familia estaba establecida en su exilio. Habitaban en la Villa Marie-Thérèse. En 1910 viajó junto con sus hermanos Raniero y Felipe a España.
Murió en 1914, sin llegar casarse ni tener hijos, después de una larga enfermedad. Su muerte fue sentida en España donde vivía varios de sus hermanos (Carlos, Jenaro, Raniero y Felipe).

### Individuales
1. ↑  Almanaque de Gotha (1913).  Justus Perthes, ed. Almanach de Gotha (en francés). Gotha. p. 23. Consultado el 20 de enero de 2020.
2. ↑  Raniero vs. Rainiero
3. ↑  «Procedentes de España». El Correo Español (Cannes). 17 de octubre de 1910. p. 3.
4. ↑  Acton, Harold (1961). «Genealogical table». The last Bourbons of Naples (1825-1861) (en inglés). London, Methuen. p. 538. Consultado el 9 de agosto de 2022.
5. ↑  «Noticias de Palacio». La Época (Madrid). 23 de marzo de 1914. p. 2.
6. ↑  «De la Corte. La Familia Real.». ABC (periódico). 27 de marzo de 1914. p. 6.
7. ↑  «Noticias de Palacio». La Época (Madrid). 1 de abril de 1914. p. 2.
8. ↑  «De la Corte. La Familia Real.». ABC (periódico). 26 de abril de 1914. p. 8.